# Проспект Святого Івана Павла II
Проспект Святого Івана Павла II — вулиця в Сихівському районі міста Львова, у межах місцевостей Боднарівка та Сихів. Сполучає вулицю Стрийську з проспектом Червоної Калини та візуально є продовженням вулиці Наукової.
Прилучаються вулиці Боднарська, Демнянська, Хортицька, Бережанська та Гната Хоткевича.
До 2021 року був частиною вулиці Хуторівка. 

## Історія
За часів Австро-Угорщини та Польщі вулиця мала назву, спочатку до 1871 року — За Стрийською рогаткою, пізніше від 1871 року — Юстґляцівка, на згадку про львівського міщанина на ім'я Юст Ґляц, якому належав фільварок, що був закладений в цій місцевості у XVI столітті. 1950 року вулицю через переважно садибну забудову перейменували на Хуторівську, а на початку 1990-х років вулиця була перейменована на Хуторівку.
У січні-вересні 2020 року проводився капітальний ремонт вулиці, під час якого оновили дорожнє покриття, замінили усі комунікаційні мережі та опори освітлення, облаштували велодоріжку, смугу громадського транспорту та тролейбусну лінію.
У 2021 році частина вулиці Хуторівки (від вул. Стрийської до просп. Червоної Калини), де розміщені філософсько-богословський факультет Українського католицького університету, Львівська духовна семінарія Святого Духа, Патріарший дім УГКЦ, перейменована на честь святого католицької церкви Івана Павла II. 24 червня 2021 року з нагоди 20-ї річниці візиту Івана Павла II в Україну, зокрема й до Львова, урочисто відкрили проспект святого Папи Івана Павла II. Інша частина вулиці Хуторівка, що розміщена у межах житлової забудови назву не змінювала.

## Забудова

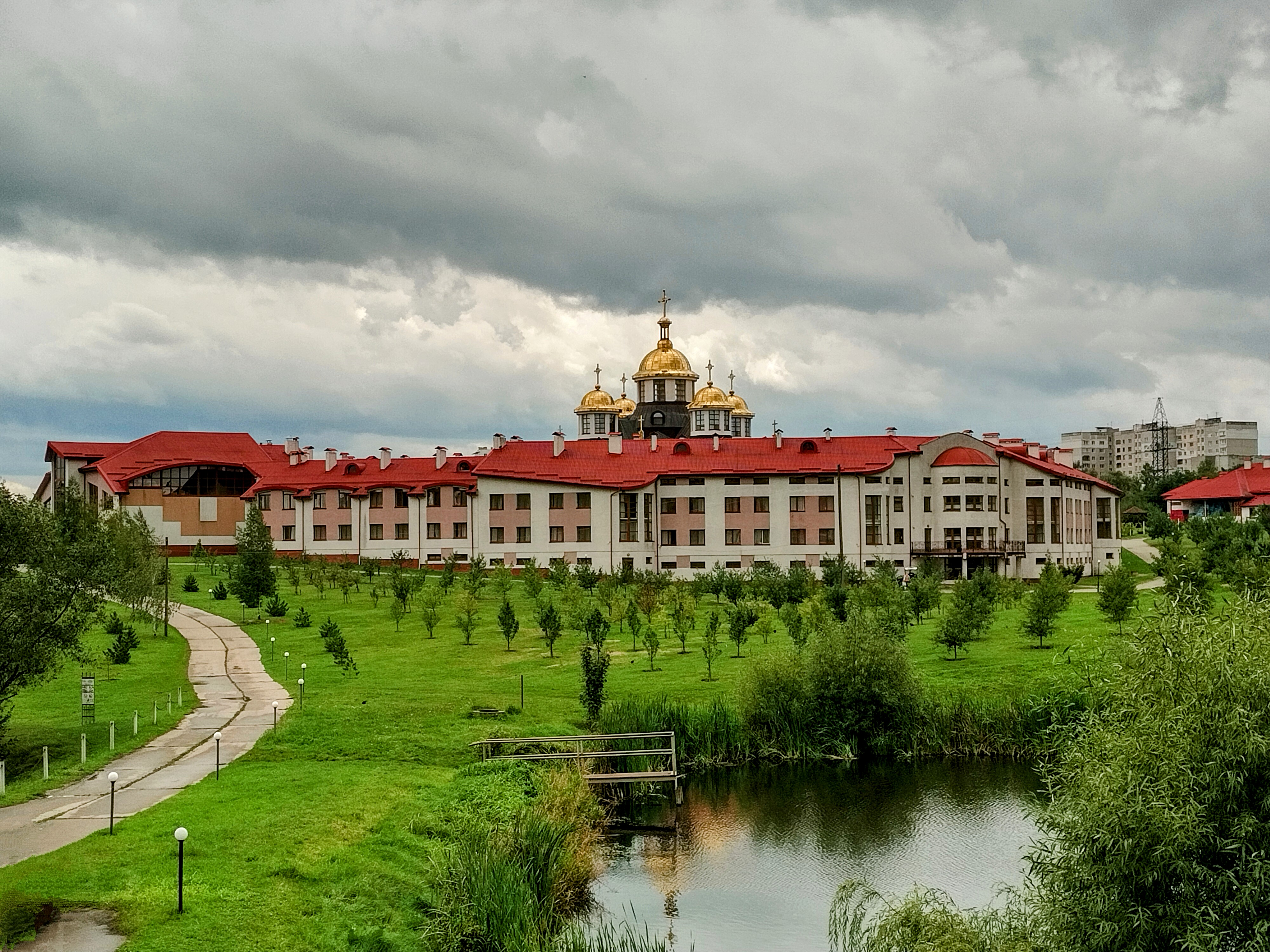
Панорамний вигляд на Львівську духовну семінарію Святого Духа

Забудова проспекту досить різноманітна. На початку проспекту, з боку парних номерів, розміщений комплекс будівель колишньої львівської виправної колонії № 48, зведені переважно у 1950-х роках. Далі, поблизу перетину з вулицею Хоткевича, розміщений торговий комплекс «Шувар», заснований у серпні 2002 року. При будівництві «Шувару» знесли декілька хуторів та старий сільський цвинтар. Наприкінці проспекту, з боку парних номерів, починається район багатоповерхової житлової забудови мікрорайону Сихів. 
З непарного боку наявні залишки малоповерхової садибної забудови 1950-х років, що перериваються ділянками промислової забудови. Під № 35 розміщений комплекс будівель богословського центру УГКЦ, до якого входить семінарія Святого Духа, семінарійна церква, філософсько-богословський факультет Українського католицького університету, семінарія отців редемптористів та господарські приміщення. Будівництво комплексу розпочалося із спорудження у 2001 році будівлі семінарії, наріжний камінь якої заклав Папа Римський Іван Павло II під час свого візиту до Львова у червні 2001 року. Будівництво, яким керували архітектори Євген Дацишин і Юрій Горалевич, було завершене в 2007 році, будівлю семінарії освятили 28 серпня 2005 року.

## Установи

### Сторона непарних номерів
- № 35 — комплекс будівель Львівської духовної семінарії Святого Духа.
- № 35б — Патріарший дім Благовіщення Пречистої Діви Марії. Особливою частиною Патріаршого дому є храм, освячений Главою УГКЦ Блаженнішим Святославом у грудні 2017 року. Також тут міститься готель «Патріарший»[14].

### Сторона парних номерів
- № 2 — комплекс будівель колишньої Львівської виправної колонії № 48.
- № 4б — торговий комплекс «Шувар».

## Транспорт
Проспект Святого Івана Павла II відіграє значну роль у транспортному сполученні міста, з'єднуючи Сихів з іншими районами Львова. Відповідно до нової транспортної схеми, яка була запроваджена у Львові в 2012 році, проспект має добре транспортне сполучення, передусім автобусне, а саме, тут курсують маршрутні таксі № 7, 11, 14, 23, 32, 41, а також міський автобус № 40 та приміські маршрути № 116, 134, 267, 287, які сполучають місто з Сокільниками, Пустомитами, Зимною Водою, Лапаївкою, Рудним, Зуброю та багатьма іншими населеними пунктами Львівщини.
З 23 жовтня 2020 року проспектом після її капітального ремонту почав курсувати тролейбус. Маршрут № 23, що сполучав вулицю Ряшівську та автовокзал на вулиці Стрийській, перенаправили по проспекту до зупинки «вул. Хуторівка», натомість до автовокзалу почав курсувати тимчасовий тролейбусний маршрут № 23а.
Від 10 серпня 2022 року запрацював новий тролейбусний маршрут № 38, який курсує від площі Кропивницького до проспекту Святого Івана Павла II (до зупинки «вул. Хуторівка»). Загальна довжина нового тролейбусного маршруту становить 18,5 км. Автобусний маршрут № 38, що курсував аналогічним маршрутом був скасований, а тролейбусний маршрут № 23, який тимчасово курсував з вулиці Ряшівської до проспекту Святого Івана Павла II, тепер курсує своїм звичним маршрутом — з вулиці Ряшівської до автовокзалу на вулиці Стрийській. Тимчасовий тролейбусний маршрут № 23а до автовокзалу скасований.

## Пам'ятники та меморіальні таблиці
На території Львівської духовної семінарії встановлені два пам'ятники. Пам'ятник Маркіянові Шашкевичу, стоїть перед центральним входом до семінарії, та святителю Луці — перед входом до будівлі богословсько-філософського факультету УКУ.
Біля будівлі семінарії 2012 року встановлено пам'ятний знак-хрест на честь 100-ліття юнацької скаутської організації «Пласт».
На будівлі семінарії встановлені меморіальні таблиці:
- о. Ісидорові Дольницькому — релігійному діячеві, викладачеві церковного обряду та співу, засновнику братства «Введення в Храм Пресвятої Богородиці»;
- о. Веренфріду ван Страатену — головному жертводавцеві будівництва семінарії, засновнику міжнародної католицької доброчинної організації «Церква в потребі»[6].